# Pere Antoni Ferragut Cànaves
Pere Antoni Ferragut Cànaves, conegut popularment amb el nom de Capità Pere, (Sa Pobla, 15 de juny de 1631- 27 de juliol de 1702), fou un capità de Sa Pobla. Nascut dins la família de Son Pere de Sa Pobla, una de les famílies més riques de la vila. Fou germà del propietari de la possessió poblera de Son Ferragut.
Fou capità de milícies ciutadanes i participà en les campanyes militars de Flandes amb Felip IV d'Espanya. Després fou nomenat comandant de la Capitania General de sa Pobla, que integrava els municipis de Campanet, Muro, Santa Margalida, Inca, Selva, Pollença i Alcúdia, a més de sa Pobla.
Fou un benefactor de la Mare de Déu de Lluc, a la que deixà dues possessions molt importants d'Escorca, Menut amb 492 quarterades i Binifaldó amb 518 quarterades, el 5 de gener de 1685 quan visità personalment el monestir de Lluc.
Es casà amb Joana Serra i Joan, d'Alcúdia, de la família de Can Serra, una de les millors famílies alcudienques i propietaris del casal de Can Serra, al carrer de Serra. De la que va sortir més tard la branca (segona) dels Serra-Poquet, radicada a Sa Pobla i traslladada (xviii) a Palma. Aquests Serra eren originaris de Sa Pobla i arribaren a Alcúdia al segle xvi. També ho eren els Poquet, amb parentiu molt llunyà amb els Poquet -de Ciutat- que més endavant (xix) mulleraren amb la darrera Santandreu de Sa Pobla i la darrera Serra-Verdal (Planes-Poquet).
Va ajudar en la construcció de la parròquia de Sa Pobla.
Fou enterrat dins la capella de Sant Vicenç Ferrer, a la parròquia de Sant Antoni de Sa Pobla.
El 1949 fou nomenat fill il·lustre de Sa Pobla.
El Carrer Capità Pere de sa Pobla porta aquest nom en honor seu.